# Mark Masons' Hall
Mark Masons' Hall (u prijevodu: Dvorana majstora znaka) je masonski hram u Londonu, sjedište Reda majstora znaka za Englesku i Wales. Nalazi se u Ulici sv. Jakova (St James's Street) br. 86 u londonskoj četvrti Westminster, nasuprot Palače sv. Jakova (St James's Palace). Dok je Freemasons' Hall sjedište Ujedinjene velike lože Engleske i Vrhovnog reda Svetoga kraljevskog luka, Mark Masons' Hall dom je nekoliko drugih važnih pridruženih slobodnozidarskih redova u Engleskoj i Walesu.

## Povijest

### Ranije zgrade
Mjesto u ulici sv. Jakova br. 86 koristilo se za pubove i gospodske klubove od ranog 18. stoljeća. Godine 1702. zgrada je bila dom Williamsove kavene (Williams' Coffee-House), popularnog mjesta za intelektualce tog vremena. Godine 1749. prostor je postao gostionica. Nakon nekoliko stanodavaca, Richard John Atwood uzeo je prostor u zakup 1774. godine i vodio ga kao kafić i klub. On je dve godine ranije osnovao je klub pod nazivom Atwood's koji je među članovimao imao i povjesničara i slobodnog zidara Edwarda Gibbona. Godine 1785. kuću je zahvatio požar i uništena je te je sljedeće godine obnovljena. Do 1801. godina kuća na ovoj adresi je postala pub i reklamirala se kao mjesto "gdje se gospoda namjerno sastaju kako bi igrali biljar". Nakon 1817. godine tu je sjedište Union Cluba sve do zatvaranja puba 1820. godine, kada su prostorije preuzeli izrađivači karata Carey's. U veljači 1862. godine zgrada je srušena nakon uspješne prijave povjerenstvu šume s ciljem podizanja nove zgrade za klupski dom.

### Današnja zgrada
Sadašnja zgrada sv. Jakova br. 86 izgrađena je između 1862. i 1865. godine prema projektu Jamesa Thomasa Knowlesa. Od 1866. do 1869. u njemu se nalazio Civil Service Club sa stambenim jedinicama na katovima. Godine 1870. Thatched House Club postao je zakupnik prostorija gdje ostaje sve do 1949. godine. Iduće, 1950., godine zakup kuće je preuzeo Union Club. Godine 1964. Constitutional Club preuzeo je zakup te izvršio opsežnu obnovu. Dana 3. prosinca 1977. godine Red majstora znaka zakupio je zgradu na rok od 99 godina. Radovi na prenamjeni započeli su 18. veljače 1978. i dovršeni su do srpnja 1979. godine. Zgrada s novim zakupnikom službeno je otvorena 1. rujna 1979. godine.

## Opis
Zgrada u ulici sv. Jakova br. 86 vlasništvo je Krune i nalazi se na popisu zaštićenih zgrada druge kategorije. U vrijeme izgradnje između 1862. i 1865. godine zgrada je pripisana viktorijanskom stilu. Građevina se sastoji od sedam etaža koje uključuju prizemlje i podrum.
U prizemlju se sastoji od četiri traveja koji su svi nadsvođeni. Desni otvor na vrhu niza kamenih stuba predstavlja glavni dvostruki ulaz. Prozori na prvom i trećem katu su lučno zasvedeni, uključujući četiri kamena krovna prozora na gornjem katu. Iznad strmo nagnutog krova od škriljevca sa svake strane stoje dva visoka rustikalna dimnjaka s trakama. Glavni ulaz vodi do ulaznog hodnika obloženog pločama i samostojećeg stubišta izgrađenog od kamenih stepenica s otvorenim zdencem i ukrasnom balustradom od lijevanog željeza.
U prizemlju se nalaze tri velike prostorije, od kojih se dvije koriste kao masonski hramovi, a druga kao soba za sastanke. Na prvom katu nalazi se prednja blagovaonica koja gleda na Ulicu sv. Jakova kao i na Palaču sv. Jakova. Stražnji prostori na ovom katu koriste se za blagovanje i dnevne sastanke. Na drugom katu nalazi se bar u prednjem dijelu. U stražnjim dijelovima ovog kata nalaze se još dva masonska hrama. Na trećem katu nalaze se tri blagovaonice i još dva masonska hrama. Četvrti kat zauzimaju uredi. Svih sedam masonskih hramova otvoreno je 30. rujna 1980. godine i zovu se Grand Temple, Brazil, Bristol, Hong Kong, River Plate, Warwickshire i Johann Gutenberg.

## Sjedište masonskih tijela
Sljedećiih deset dodatnih redova slobodnog zidarstva u Engleskoj i Walesu imaju svoje sjedište u ovoj zgradi:
- Majstori znaka, odnosno Velika loža majstora masona znaka Engleske i Walesa te njihovih distrikata i prekomorskih loža (engl. Grand Lodge of Mark Master Masons of England and Wales and its Districts and Lodges Overseas)[3]
- Mornar kraljevske arke, odnosno Drevno i časno bratstvo mornara kraljevske arke (Ancient and Honourable Fraternity of Royal Ark Mariner)[4]
- Vitezovi templari, odnosno Veliki priorat Ujedinjenih vjerskih, vojnih i masonskih redova Hrama i svetog Ivana od Jeruzalema, Palestine, Rodosa i Malte za Englesku i Wales te njihovih prekomorskih provincija (Great Priory of the United Religious, Military and Masonic Orders of the Temple and of St. John of Jerusalem, Palestine, Rhodes and Malta of England and Wales and its Provinces Overseas)[5]
- Vitezovi Malte (Knights of Malta), odnosno Veliki priorat koji vodi i Vitezove templare.[6]
- Crveni križ cara Konstatina, odnosno Slobodnozidarski i vojni red crvenog križa cara Konstatina i redova svetog Groba i svetog Ivana Evanđelista (Masonic and Military Order of the Red Cross of Constantine and the Orders of the Holy Sepulchre and of St John the Evangelist)[7]
- Kraljevski i odabrani majstori, odnosno Veliki koncil kraljevskih i odabranih majstora Engleske i Walesa i njegovih distrikta i prekomorskih koncila (Grand Council of the Order of Royal and Select Masters of England and Wales and its Districts and Councils Overseas)[8]
- Savezni masonski stupnjevi, odnosno Veliko vijeće za Savezne masonske stupnjeve Engleske i Walesa te distrikate i prekomorska vijeća (Grand Council of the Order of Allied Masonic Degrees of England and Wales and Districts and Councils Overseas)[9]
- Tajni nadzornik, odnosno Red tajnog nadzornika ili Bratstvo Davida i Jonathana (Order of the Secret Monitor or Brotherhood of David and Jonathan)[10]
- Grimizna vrpca, odnosno Drevni i masonski Red grimizne vrpce (Ancient and Masonic Order of the Scarlet Cord)[11]
- Vitezovi dobročinitelji Svetog grada, odnosno Veliki priorat Svetog grada za Ispravljeni škotski obred Engleske i Walesa (Grand Priory of the Holy City of the Rectified Scottish Rite of England and Wales)[12]

Pored toga, u zgradi je i uprava Kraljevskog reda Škotske za London, ali ne i za druge provincije u Engleskoj i Walesu. Također, postoje još i dva vijeća Reda vitezova masona koja se sastaju u zgradi, iako se sva uprava za Red obavlja u Dublinu, međutim, tijekom 2016. godine formirana je provincija za Englesku i Wales.
- Majstori masoni znaka
- Mornari Kraljevskog luka
- Vitezovi templari
- Savezni masonski stupnjevi
- Crveni križ cara Konstatina
- Grimizna vrpca
- Kraljevski i odabrani majstori
- Tajni nadzornik
- Vitezovi dobročinitelji Svetog grada
- Malteški vitezovi

## Vanjske poveznice
- Službena stranica